# 弗雷德里克·巴斯夏

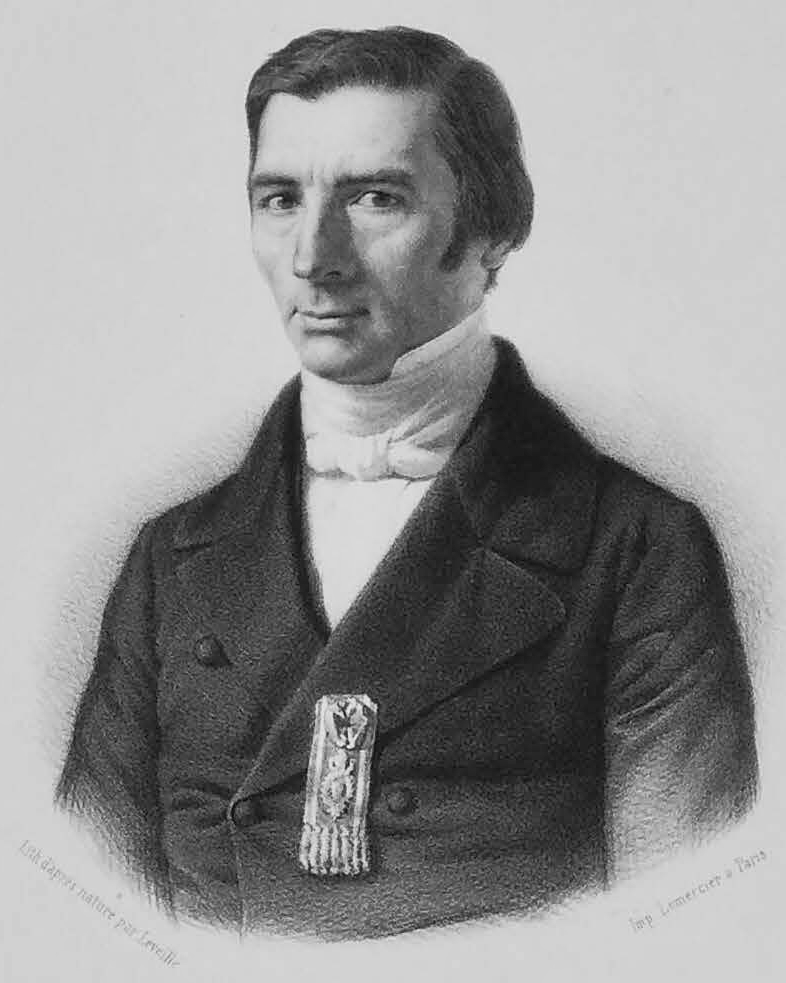
弗雷德里克·巴斯夏

克洛德-弗雷德里克·巴斯夏（Claude-Frédéric Bastiat，法語發音：[klod fʁedeʁik bastja]，1801年6月30日—1850年12月24日）是19世紀法國的古典自由主義理論家、政治經濟學家、以及法國立法議會的議員。

## 傳記
巴斯夏生於法國阿基坦的巴约讷。當他年僅九歲時便成為了孤兒，被交由他父親的雙親所扶養。當他十七歲時便離開了學校，繼承家族的出口商貿易事業。這段期間的工作經驗使得巴斯夏逐漸領悟了貿易及市場管制的影響等知識。巴斯夏年輕時正值拿破崙戰爭時期，也讓他目睹了當時政府大量干預經濟領域的後果。
當巴斯夏25歲時，他的祖父和捐助人也去世了，家族留下的遺產使得年輕的巴斯夏得以進一步拓展他的理論研究。他的研究領域相當廣泛，包括了「哲學、歷史、政治、宗教、旅行、诗歌、政治經濟學、和傳記。」
巴斯夏一直要到1844年才開始擔任公共職位以實現他的經濟理念，並且在6年後的1850年他便去世了。或許是在早年巴斯夏遊遍法國以宣傳自由意志主義理念時，巴斯夏染上了肺結核，嚴重的病況最後使得他無法再進行演講（尤其是在他於1848年和1849年選上立法議會議員之後），最後也因此死去。巴斯夏在1850年12月24日死於義大利的羅馬。臨死前他宣布了他的好友古斯塔夫·德·莫利納里為他的思想繼承人。

## 理論
巴斯夏可以被視為是早期的自由意志主義者，他認為功利主义和自然法是兩種可以互補的論述。不過巴斯夏並沒有參與後來無政府主義-小政府主義之間的爭論（他在那個年代來臨前便已去世），巴斯夏認為國家的存在有時候是不可避免的—因為有時候可能會發生一些需要國家才能處理的大事。不過，如同所有古典自由主義者一般，巴斯夏對於所有形式的政府都保持高度質疑的態度，同時他在一生中都不斷主張政府對於個人和私人財產及產業的控制會造成多麼嚴重的效率低落、經濟負面影響、以及道德上的非法性。
在經濟學上，由於巴斯夏強調消費者的需求乃是所有經濟活動的開端，他被許多經濟學家稱為是奧地利經濟學派的先驅。在Economic Harmonies一書裡巴斯夏指出：
毫無疑問的，對於私利的追求是人類本性的主要動力。要知道的是私利這一詞在這裡表示的是一種普遍的、無可爭議的事實，私利是人類的本質，而非一般用於貶抑的用詞—例如自私。
巴斯夏對於經濟學發展最重要的貢獻之一，便是他提出了經濟決策只有在考慮到「全盤結果」時才會產生良好的結果，亦即對於經濟決策的評估應該觀察其長遠的影響、而非短期的成果，除了檢驗經濟決策直接帶來的利益或缺點之外，也應該檢驗其長期的影響。除此之外，檢驗決策的影響時不能只觀察特定的群體（例如蠟燭製造工匠）或產業（例如蠟燭製造業），而是應該考慮到其對所有人和整個社會的影響。如同巴斯夏的名言：一個經濟學家應該同時考慮「什麼是可以觀察到的、而什麼又是不可以觀察到的」。巴斯夏的定理後來又被奧地利經濟學派的經濟學家亨利·赫茲利特進一步的闡述，並且將其用於檢驗許許多多的經濟謬誤理論。

## 著作
巴斯夏寫下了許多有關經濟學和政治經濟學的著作，他的寫作特色為條理分明、論述有力、而且夾帶著有點刻薄的機智諷刺。他最為人所知的作品之一是Economic Fallacies（經濟謬誤），在書中他強烈的批判中央集權主義（亦即「大政府」）的政策。巴斯夏在居住英國時寫下這本書，以此勸戒英國人不要掉入法國大革命的中央集權陷阱。
Economic Fallacies裡還收錄了一篇著名的讽刺章節，這個寓言後來被人稱為「蠟燭製造工匠的請願書」（PDF檔 （页面存档备份，存于）），巴斯夏虛構了一名法國的蠟燭製造工匠，要求政府封閉太陽以避免陽光傷害到蠟燭製造業的市場競爭力。如同同時期的乔纳森·斯威夫特或本傑明·富蘭克林的反奴隸著作一般，巴斯夏的諷刺故事顯示了政府施加貿易壁壘或關稅以支持國內產業的荒謬，清楚證明了貿易保護主義在邏輯上有著如何的謬誤。
不過，巴斯夏最著名的著作毫無疑問是在1850年發行的小冊子—The Law （页面存档备份，存于）。小冊子裡詳細闡述了一個正義而自由的司法體制應該如何發展，以及這樣的法律如何套用至一個自由的社會上。

## 無效鐵路理論
Economic Fallacies當中知名的段落之一，是證明了關稅為何註定會造成不良的後果。巴斯夏假定有一條介於西班牙和法國之間的鐵路，鐵路建設的目的是為了減少兩國進行貿易的成本。鐵路最初的目的達成了，產品能夠比以前更快而更方便的穿梭兩地，緊接著巴斯夏證明了這種情況能夠造福兩國的消費者，因為它能夠減少原先運輸的成本、也因此能進一步降低市場上其他產品的價格，如此一來兩國都能因此而得利。
然而，兩國的某些生產者都開始抱怨他們的政府，因為鐵路使得另一國的生產者可以向國內進口一些價格更低而質量更高的產品，而原本生產這些產品的國內生產者開始擔心他們無法與國外生產者競爭。因此，這些國內的生產者開始遊說政府對進口貨物施加關稅，故意增加外國生產者必須付出的成本，以使他們能夠避免與之競爭。
巴斯夏在這裡提出了兩個尖銳的論點：
1. 即使一個社會裡的生產者能夠因為這些關稅而得利（巴斯夏接著便證明這是不可能的），很明顯這個社會裡的消費者將會蒙受關稅之害，因為他們現在不得不以更高的價格來購買原先價格低廉的外國產品。
2. 關稅完全抵銷了任何由鐵路帶來的利益，也因此在本質上是毫無意義的。

為了進一步闡述他的觀點，巴斯夏諷刺的建議政府根本不需要大費周章制定關稅，只需要將鐵路毀掉就行了，這樣便能阻止外國產品超越本地產品。因為既然鐵路只會帶來麻煩，政府乾脆打從一開始就建造「壞掉的」無效鐵路，如此便不需浪費時間頒布關稅和建造鐵路。巴斯夏在這個例子上也證明了他巧妙的歸謬法技巧。的確，如果讀者依照巴斯夏的論述進一步推論，以所有生產者的角度來看，國家乾脆將所有人打回穴居時代、物質文明匱乏至無法想像的「自然狀態」最好，這樣人們就能各自生活、而無須面臨外界的競爭了。
簡而言之，巴斯夏證明了兩個要點：
1. 所有的經濟決策都必須要以消費者的角度來衡量 （這是巴斯夏的中心思想、也是所有自由放任思想的共通點）
2. 關稅不會有任何正面作用，而只會抵銷一切因為科技、勞動、創意、果決和進步所帶來的利益

## 名言
- 「如果人類的本性是如此的邪惡、乃至於必須禁止人們的自由，那麼禁止人們自由的這些組織的本性難道就會是善良的嗎？難道立法議員和他們所指派的官吏都不屬於人類嗎？或者他們相信他們正處於比其他人類更純潔的土地之上？」—The Law
- 「當法律以友愛為藉口、規定市民們犧牲自己的利益以造福公共利益時，人性並不會因此而消失。接著所有人會試圖貢獻的比別人更少、而拿取的比別人更多。如此一來，那些在鬥爭中獲得最多利益的人難道是倒楣者嗎？顯然不是，那些人反而是最具權勢而最耍盡心機的傢伙。」—The Law
- 「生命、行動力、生產力—換句話說便是個人、自由、和財產—這便是人從何以為人。儘管有著奸詐而狡猾的政客，這三樣上帝賜與的禮物的地位是高於而且優於所有人類法律的。生命、自由、和財產並不會因為人類制定法律才存在。相反的，生命、自由、和財產在人類最初制定法律前便已經存在。」—The Law
- 「政府是一個雄偉的小說情節，在這個小說裡每個人的求生行動都是以其他人的受害為代價。」—Government
- 「社會主義，如同其他的古老思想一般，都混淆了政府與社會之間的差異。由於這種混淆，每當我們反對政府幹下的事情時，社會主義者便會抹黑我們是在反對所有人共同協作的事情。當我們反對政府的義務教育制度時，接著社會主義者便會說我們是在反對所有教育。當我們反對政府制定國教時，社會主義者便會說我們根本沒有信仰。當我們反對政府強迫施加的平等時，他們便會說我們是在反對平等。如此種種，數都數不完。就好像社會主義會指控我們反對人們進食、只因為我們反對由國家種植穀物一般。」—The Law
- 「無論我們在討論什麼議題——無論是宗教、哲學、政治、或經濟；無論它是有關於繁榮、道德、平等、正確、正義、進步、責任、合作、財產、勞動、貿易、資本、工資、稅賦、人口、金融、或政府時——無論我是從哪個科學方法加以研究，我最後都會達成以下結論：解決所有人類互動問題的答案，便是自由。」—The Law
- 「試著想像一下，如果對於勞動的強迫管制並不會違反自由、和對於財富的強迫轉移不會違反財產。如果你能解決這些矛盾點，你就會發現法律根本不能在沒有違反正義的情況下管制勞動和產業。」—The Law

## 外部連結
- 弗雷德里克·巴斯夏的作品  - 古騰堡計劃
- Mondo Politico圖書館收藏的巴斯夏著作：The Law的全文 （页面存档备份，存于）
- The Law的免費有聲書.
- The Library of Economics and Liberty （页面存档备份，存于） 許多英文的著作翻譯.
- Bastiat.org （页面存档备份，存于） 有關巴斯夏的著作和簡介.
- 蠟燭製造工匠的請願書 - 英文翻譯版本
- 傳記
- 天主教百科的傳記 （页面存档备份，存于）
- The Law （页面存档备份，存于） - pdf格式
- Frédéric Bastiat: Two Hundred Years On 由Joseph R. Stromberg
- Bastiat's Legacy in Economics （页面存档备份，存于） 由Jorg Guido Hulsmann
- Frederic Bastiat's Views on the Nature of Money （页面存档备份，存于） 由馬克·桑頓（Mark Thornton）
- How English-speaking economists have neglected Bastiat 由Joseph Salerno